# بطلوع الروح (مسلسل)
بطلوع الروح هو مسلسل تلفزيوني مصري عُرض في شهر رمضان عام 1443 هـ (16 أبريل 2022)، من بطولة منة شلبي وإلهام شاهين وأحمد السعدني ومحمد حاتم، من تأليف محمد هشام عبية ومن إخراج كاملة أبو ذكري، يتكون المسلسل من 15 حلقة.

## قصة المسلسل
بعد أن يخدعها زوجها ويستدرجها من مصر إلى وكر لداعش في سوريا، تحاول روح الهرب لينتهي بها المطاف في معكسر للهاربات من التنظيم، وتمسي العودة لمصر حلما بعيدا.

## طاقم التمثيل
- منة شلبي: (روح)
- إلهام شاهين: (منال "أم جهاد")
- أحمد السعدني: (عمر)
- محمد حاتم: (أكرم)
- عادل كرم: (نور)
- دياموند بو عبود
- دارينا الجندي: (أم سعود)
- سميرة الأسير: (أم آدم)
- أيمن عزب: (سليم)
- عزت زين: (فؤاد - والد روح)
- هاجر السراج: (لينا "أم أسامة")
- ناندا محمد: (أم ليث)
- ريم نصر الدين: (سيلين)
- جلال العشري: (الشيخ نصار)
- محمود فارس: (أبو مصطفى جعفر)
- رولا بقسماتي: (ضيفة شرف)
- معاذ عمار: (طفل)

## فريق العمل
- إخراج: كاملة أبو ذكري
- تأليف: محمد هشام عبية
- إنتاج: سيدرز آرت برودكشن (صادق أنور صباح)
- مدير التصوير: نانسي عبد الفتاح
- مونتاج: محمود فتيح
- موسيقى تصويرية: تامر كروان

## التصوير
بدأ تصوير المسلسل في يناير 2022.